# Canon TS-E 17mm f/4L
El Canon TS-E 17mm f/4L és un objectiu fix gran angular i descentrable de la sèrie L amb muntura Canon EF.
Aquest, va ser anunciat per Canon el 18 de febrer de 2009, amb un preu de venta suggerit de 2.399€.
Aquest objectiu s'utilitza sobretot per fotografia arquitectònica.
El 2009, aquest objectiu va guanyar el premi de Technical Image Press Association (TIPA) com a millor objectiu professional.
El 2010, aquest objectiu va guanyar el premi de International Design Awards com a millor disseny d'objectiu intercanviable.

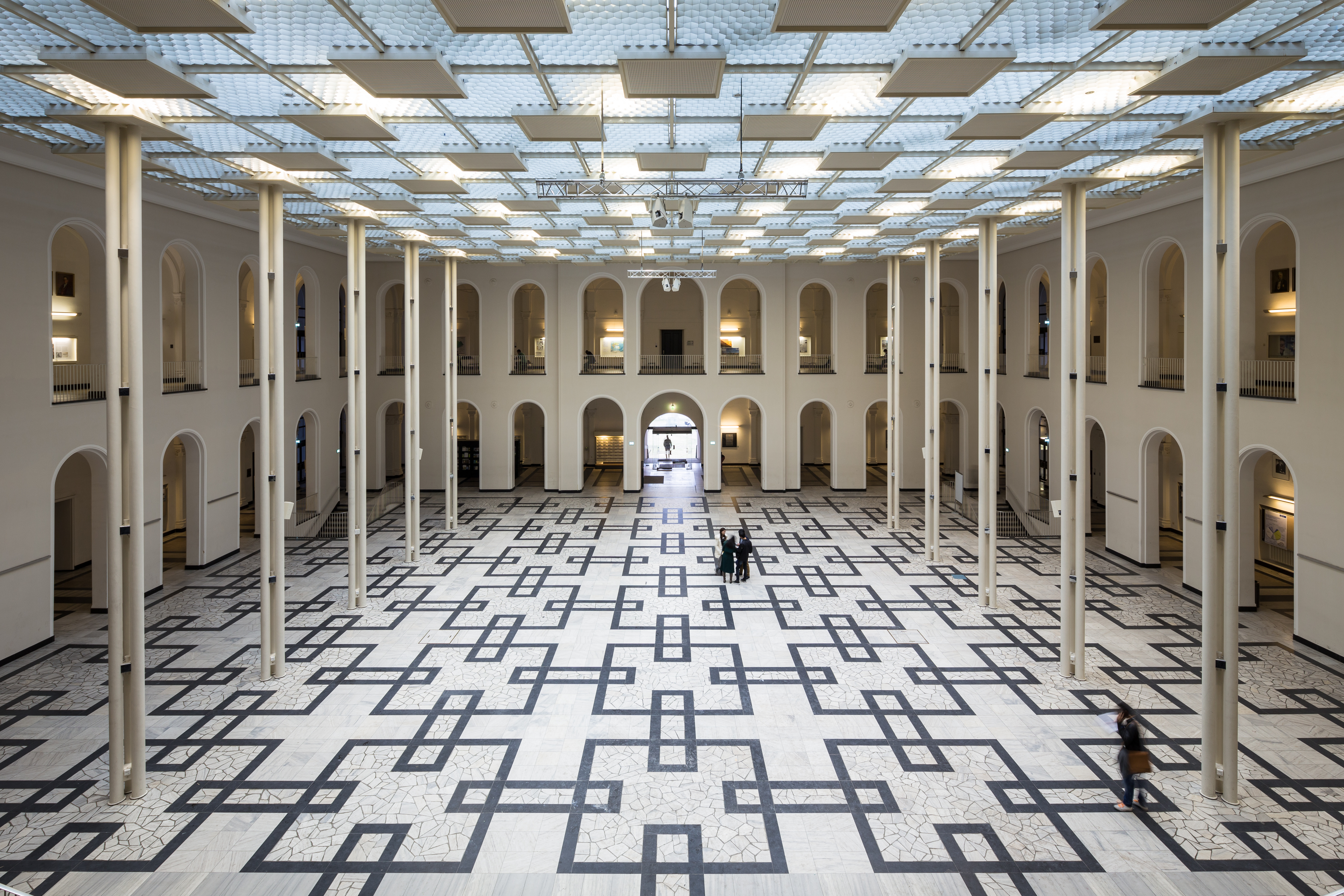
Interior d'un edifici fotografiat amb el Canon TS-E 17mm f/4L

## Característiques
Les seves característiques més destacades són:
- Distància focal: 17mm
- Obertura: f/4 - 22
- Enfocament manual
- Distància mínima d'enfocament: 25cm
- Inclinació de fins a +/- 6,5° i desplaçament de fins a +/- 12mm
- Distorisió òptica de -1,14% (tipus barril)[6]
- Entre f/5.6 i f/8 és on l'objectiu dona la millorar qualitat òptica i menys distorsiona les cantonades.[6]

## Construcció
- El canó i la muntura són metàl·lics[1]
- El diafragma consta de 8 fulles, i les 18 lents de l'objectiu estan distribuïdes en 12 grups.[1]
- Consta d'un element asfèric i quatre lents d'ultra baixa dispersió[7]
- El mecanisme TS es pot bloquejar en una posició mitjançant dos anelles. Aquestes, es poden ajustar amb un rang de moviment de fins a +/- 6,5º d'inclinació i 12 mm de desplaçament.[7]

## Accessoris compatibles[8]
- Tapa 17
- Tapa posterior E
- Funda LP1219

## Objectius similars amb muntura EF
- Laowa 15mm f/4.5 Zero-D Shift[9]